# Ceratopsyche declinans
Ceratopsyche declinans är en nattsländeart som först beskrevs av Wolfram Mey 1990.  Ceratopsyche declinans ingår i släktet Ceratopsyche och familjen ryssjenattsländor. Inga underarter finns listade i Catalogue of Life.